# Båstadskravallerna
Båstadskravallerna kallas de händelser i Båstad, av media kallade kravaller, som stoppade en tennismatch i Davis Cup den 3 maj 1968 mellan Sverige och Rhodesia, samt ett misslyckat försök att stoppa en Davis Cup-match mot Chile i september 1975.
Rhodesiamatchen blev den mest våldsamma konfrontationen mellan svenska polisen och demonstranter under 1960-talet. Efteråt fördes en dialog mellan Sveriges regering och alla inblandade för att stävja våldsupptrappningen.

## Bakgrund
I Båstad skulle Sverige spela en tennismatch mot Rhodesia den 3 maj 1968. Till denna samlades den första gemensamma nationella protestaktionen som solidaritetsrörelsen genomförde på 1960-talet. Sedan 1950-talet hade kampen mot rasistiska regimer i södra Afrika varit både liberalers och socialdemokraters en viktig internationell solidaritetsfråga. 
Hundratals grupper hade arbetat runtom hela Sverige för bojkotter och böcker som kritiserade apartheidpolitiken kunde säljas i nästan hundra tusen exemplar. Ett samarbete mellan flera grupper, som ungdomsförbund och utomparlamentariska uppstod för att protestera och visa sin åsikt eller att handgripligen försöka stoppa matchen.

## Händelseförloppet
Ett polisuppbåd fanns på plats för att hindra demonstranterna att störa tennismatchen.

### Demonstrationståget
Demonstranterna samlades på den kommunala parkeringsplatsen vid Pershög, som anvisats dem av länspolischefen. Klockan 12.15 gavs de första instruktionerna från demonstrationsledningens högtalarbil: "Enligt tillståndet vi fått skall vi marschera tre och tre. Följ era ledare, ta inga egna initiativ!" Demonstrationståget lämnade Pershög klockan 12.55. Det totala antalet demonstranter beräknas vara knappt 600. 

#### Texter på plakat och banderoller
"Ny vinst för Marcus Smith" — "Frihet åt Zimbabwe" — "Låt läktarna stå tomma" — "Rasister Smithar ner Båstad" — "Den vite spelar boll, den svarte ingen roll" — "Rashat, Rhodesia, Tennis" — "Följ FN, bojkotta Smith!" — "Bekämpa imperialismen i Vietnam, i USA, i Sverige" — "Vit sport, vit rasism" — "Rhodesia go home!!" — "Bojkott mot DC-matchen" — "Ned med Svenska Tennisförbundet." — "Anti Apartheid" — "Idrott och politik hör inte ihop anser Wallenberg, C. de Geer, Mats Hasselquist, T. Tegner, Ian Smith, USA-imperialismen" — "Zimbabwe yes, Rhodesia no! Kill Smith" — "DC-match är stöd åt Smith" — "Vita spelar boll! Svarta spelar ingen roll ...""Advantage Wallenberg' — "Var lugn — men stoppa matchen!" — "Ut med svenska företag ur Rhodesia" — "Wallenbergs Enskilda Tennisförbund".

#### Slagord
Under hela vägen ropade man slagord: "Zimbabwe! Zimbabwe!" — "Krossa fascismen!" — "Stoppa matchen!" — "Hasselquist är rasist! Davidsson är fascist!" Mot den sistnämnda ramsan protesterade prästen Ingemar Simonsson från Båstad skarpt och hotade lämna tåget om den upprepades. Enligt uppgift hördes den sedan inte igen förrän nere vid den norra grinden under polisens vattenbegjutning av sittdemonstranter. Omkring 13.05 börjar det främre ledets demonstranter ställa upp på Dalmanska tomten. Klockan 13.10 nådde det bakre ledet fram till Kyrkogatans mynning och svängde upp i den smala backen mot norra grinden. Klockan 13.13 lämnar aktionsgruppens medlemmar vid Dalmanska tomten sina platser och går ner och sätter sig framför övre grinden. Kvar på Dalmanska tomten står nu endast en fåtalig skara.

### Händelser vid våta (norra) grinden
Demonstranterna i bakre ledet marscherade upp mot den norra grinden. Därmed inledde man en illegal demonstration, eftersom man enligt tillståndet skulle uppehålla sig någonstans åtminstone trettio meter från grindarna. Ledet löstes upp efter hand och man stod till slut över hela gatans bredd. Demonstranterna ropade i kör och klappade i händerna. Några skakade i grinden.  Enligt vittnesmål från en av polismännen försökte någon av demonstranterna att dra bort en del av taggtråden. Efter tillsägelse lät han den vara.
I tumultet gick grinden upp men utan att demonstranterna gick in.
Poliser försökte i första hand tränga undan demonstranterna så att det skulle gå att dra igen grindarna igen. Många i det första ledet drog sig också undan åt sidorna, men andra trängde på bakifrån. Poliserna tog fram sina batonger, och en del slår rakt in i högen av demonstranter. Många demonstranter ropade nu att man skulle sätta sig ned samtidigt som andra försökte hjälpa undan de skadade. I nästa skede satte sig demonstranterna ner. Men man hade satt sig så att grindarna fortfarande inte gick att få igen. De första äggen kastades mot polisen som följdes av vatten från brandsprutan mot demonstranterna. En av de demonstranter, som betalat biljett och såsom åskådare kommit in på stadion, skar därpå av slangen. Han anhölls genast, men demonstranterna fick ett ögonblicks andrum medan en ny slang plockades fram. Hela det förlopp som här har skildrats tog endast omkring fem minuter. Under den följande vattensprutningen av sittande demonstranter började polisens även använda tårgas, vilket ledde till att demonstranterna sprang undan i panik och ropade "Gas! Gas!". När vattensprutandet så småningom upphört ryckte i stället motdemonstranter, ett medborgargarde, in från andra hållet. De tog den lösa biljettkuren och rullade och knuffade den mot demonstranterna.

### Händelser vid torra (södra) grinden
Händelseförloppet vid den södra grinden blev betydligt mindre dramatiskt. Strax efter det marschen kommit fram till Dalmanska tomten gick ett stort antal demonstranter ner och satte sig framför södra grinden. Först efter beslutet att matchen inte skulle spelas upplöstes denna grupp.

### Gruppen inne på tennisstadion
De demonstranter som betalat biljett och gått in på stadion förhöll sig till en början passiv. Men efter en stund kastade de diverse föremål mot tennisbanan. En flicka rusade ner på banan. Flera av innegruppens medlemmar arresterades.

### Den kvarvarande demonstrationen
Ett antal demonstranter från främst parlamentariska partiers ungdomsförbund stod kvar vid Dalmanska tomten.

### Resultat
Demonstrationerna gjorde att matchen fick flyttas till "hemlig ort", som senare visade sig vara i Bandol på Franska Rivieran. Matchen spelades utan publik men med några poliser som åskådare, och Sverige vann med 4-1 i matcher.

## Efterspel
Mediabilden har granskats i detalj, se Bo Lindblom: "Fallet Båstad". I pressen riktades stark kritik mot de demonstranter som sades ha brukat våld. Aktivisterna var däremot nöjda med att målet för deras aktion, att stoppa matchen, hade uppnåtts. 
Den 14 maj 1968 ordnade Sveriges regering en konferens med 59 inbjudna ungdomsorganisationer varav flera från vad som då kallades yttersta vänstern. Det skedde tre dagar efter sammandrabbningarna under majrevolten i Paris. Flertalet på mötet hyllade icke-våldsprincipen vid demonstrationer men meningarna gick starkt isär om vilka som skulle ge tillstånd till demonstrationer, flera föreslog en parlamentarisk grupp. Sveriges dåvarande statsminister Tage Erlander meddelade i ett avslutningsanförande att Ingvar Carlsson skulle ges i uppdrag att se över lagstiftningen kring demonstrationsrätten. 
I Sveriges riksdag tog debatten också fart. Tage Erlander drog paralleller till 1930-talet och kritiserade vänsterkretsars våld då. Han hävdade att vänstersidans våld kan föda våld på annat håll. Högerns gruppledare Gösta Bohman reagerade skarpt och kritiserade Erlander för att vara mer intresserad av att kritisera vad som kallats reaktionära krafter än att ta avstånd från våldsmetoderna i Båstad. Högerledaren Yngve Holmberg tyckte att statsministern skulle utestängt de radikala grupperna från konferensen.  
Straffen för dem som skadat poliser i Båstad blev mycket milda.
En dokumentärfilm om händelserna, gjord av grupp 13, där bland andra Bo Widerberg ingick, Den vita sporten, fick Guldbaggepris. Den andra dokumentärfilmen om Båstadsdemonstrationen "Sanningen om Båstad", gjord av Lars Westman, var försvunnen i många år, men  finns tillgänglig på Svenska Filminstitutet. Filmen skildrar ingående vad som utspelade sig under dagarna 2-4 maj 1968, och har också prisbelönats.